# Kŭmt’ap sa
Kŭmt'ap sa (Klasztor Złotej Stupy, 금탑사, 金塔寺) – koreański klasztor dla mniszek.

## Historia klasztoru
Klasztor został wybudowany przez mnicha buddyjskiego Wŏnhyo (617–686). Pierwotnie był filią klasztoru Songgwang-sa. Jest położony u podnóża góry Chŏndŭng w okręgu P'odu powiatu Kohŭng w prowincji Chŏlla Południowa. Jest to klasztor żeński.
W czasie najazdu japońskiego na Koreę w latach 1592–1598 klasztor został częściowo spalony. Odbudowano go w 1604 roku. W 1846 klasztor odremontowano.

## Architektura klasztoru, budynki i obiekty
- Budynek Kŭngnak (Budynek Raju) – Cenna Kulturalna Własność nr 102

Budynek ten przedstawia styl architektoniczny późniejszego okresu dynastii Chosŏn (1392–1910). Uległ spaleniu w 1597 roku o został odrestaurowywany w 1604 roku. Zapiski klasztorne wykazują, że był on odnawiany lub przebudowany w roku 1846.
W budynku znajduje się malowidło Zgromadzenie duchów, przedstawiające Ducha Gór – Sansina.
Malarstwo w klasztorze (kor. kwaebul) pochodzi z okresu panowania króla Chŏngjo z dynastii Chosŏn. Kŭmt'apsagwaebult'aeng (Buddyjskie malowidło w klasztorze Kŭmt'ap) – Skarb nr 1344.
Klasztor jest także w posiadaniu wielkiego obrazu na płótnie, który jest wywieszany na tym budynku klasztornym z okazji uroczystości buddyjskich przeprowadzanych na dziedzińcu. Obraz ten mierzy 506 centymetrów długości i 648 centymetrów szerokości. Pochodzi z 1778 roku i jest efektem pracy artystów Pihyŏna and K'waeyuna. Kwaebulgwe (skrzynia na obraz) powstała prawie sto lat wcześniej – w 1697 roku.
Nazwa „Budynek Raju” wskazuje, że jest on poświęcony buddzie Amitabhie.
- Pomnik Przyrody nr 239

Klasztor otoczony jest lasem drzew muszkatołowca korzennego (gałki muszkatołowej). 31 lipca 1972 roku został on uznany Pomnikiem Przyrody.
Drzewa te były świetnym źródłem drewna i wycinane od wieków zachowały się tylko w kilku miejscach na wyspie Chedżu i w pewnych rejonach prowincji Chŏlli Południowej. Uważa się, że las ten został zasadzony w 637 roku, w szóstym roku panowania królowej Sŏndŏk (pan. 632–647).

## Adres klasztoru
- Geumtapsa, 1672 Bongrim-ri, Podu-myeon, Goheung-gun, Jeollanam-do, South Korea

## Galeria

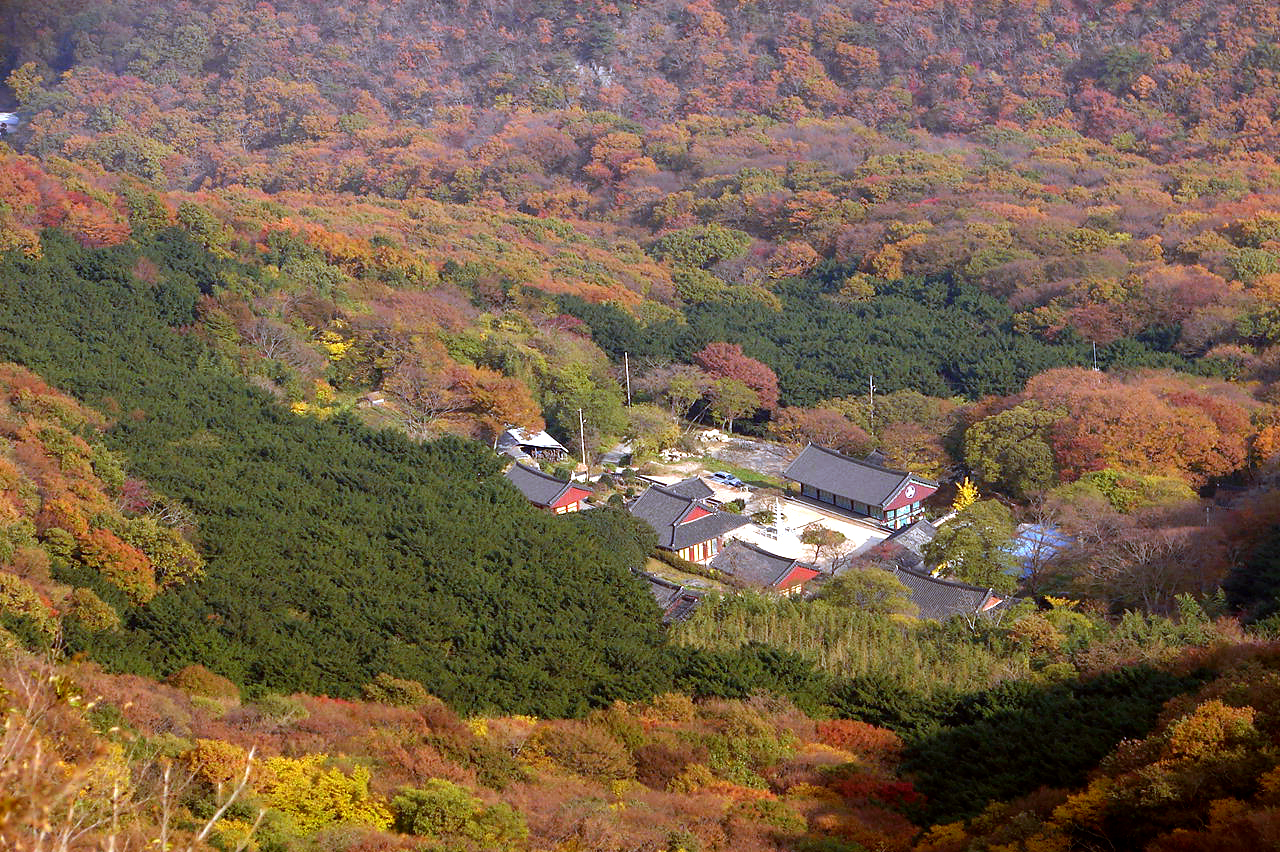
Ogólny widok klasztoru
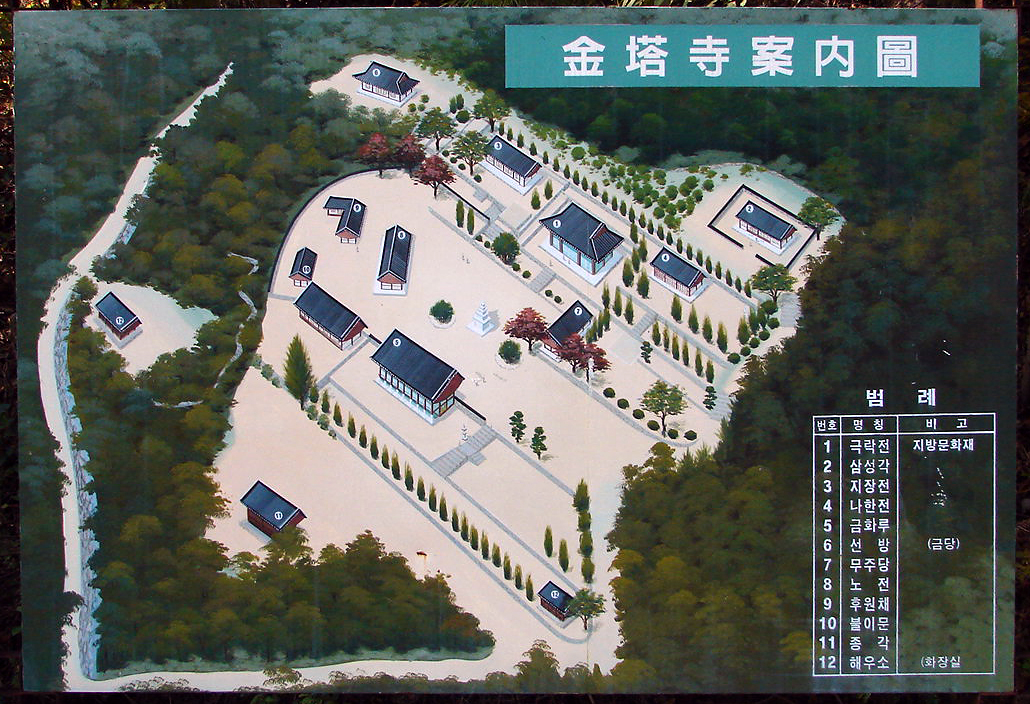
Plan klasztoru
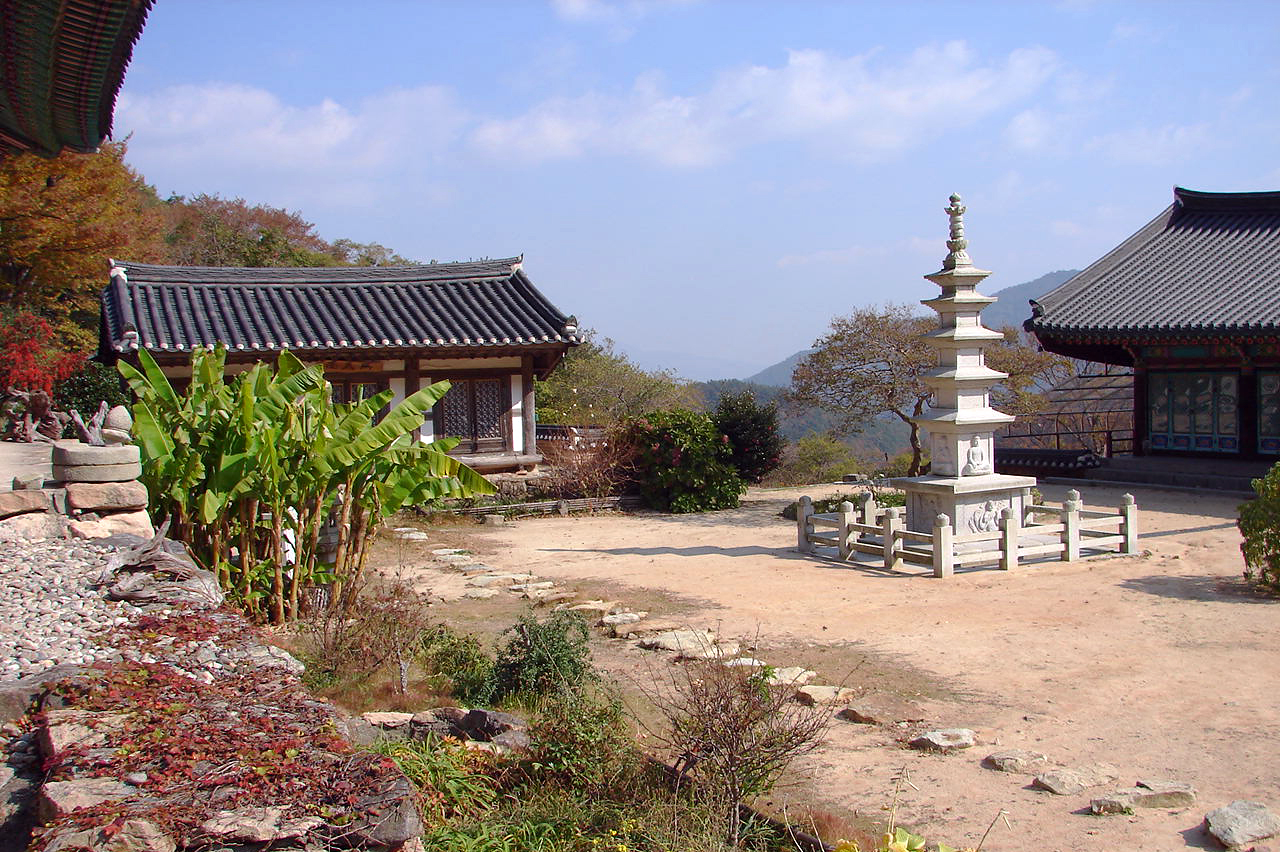
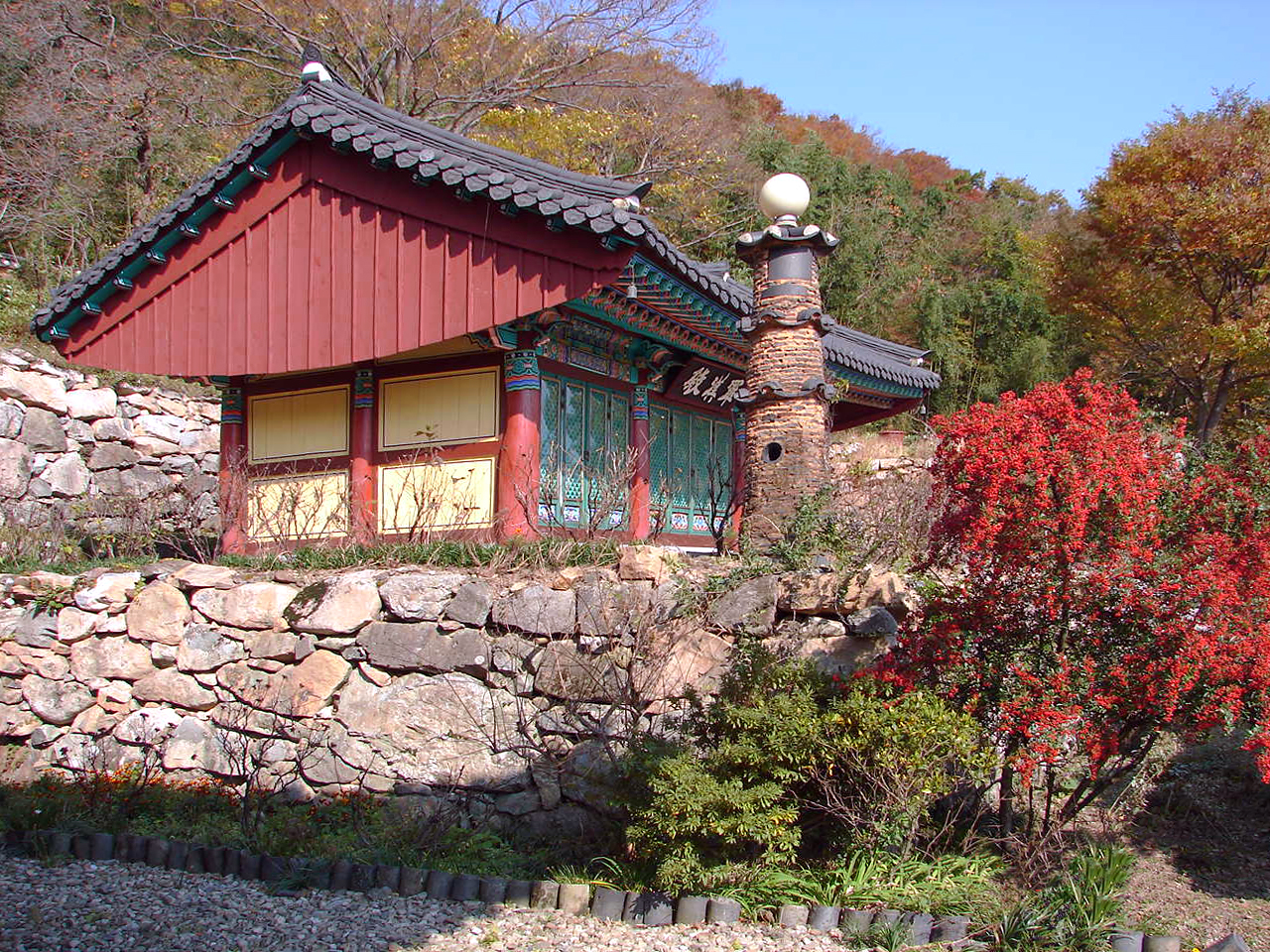
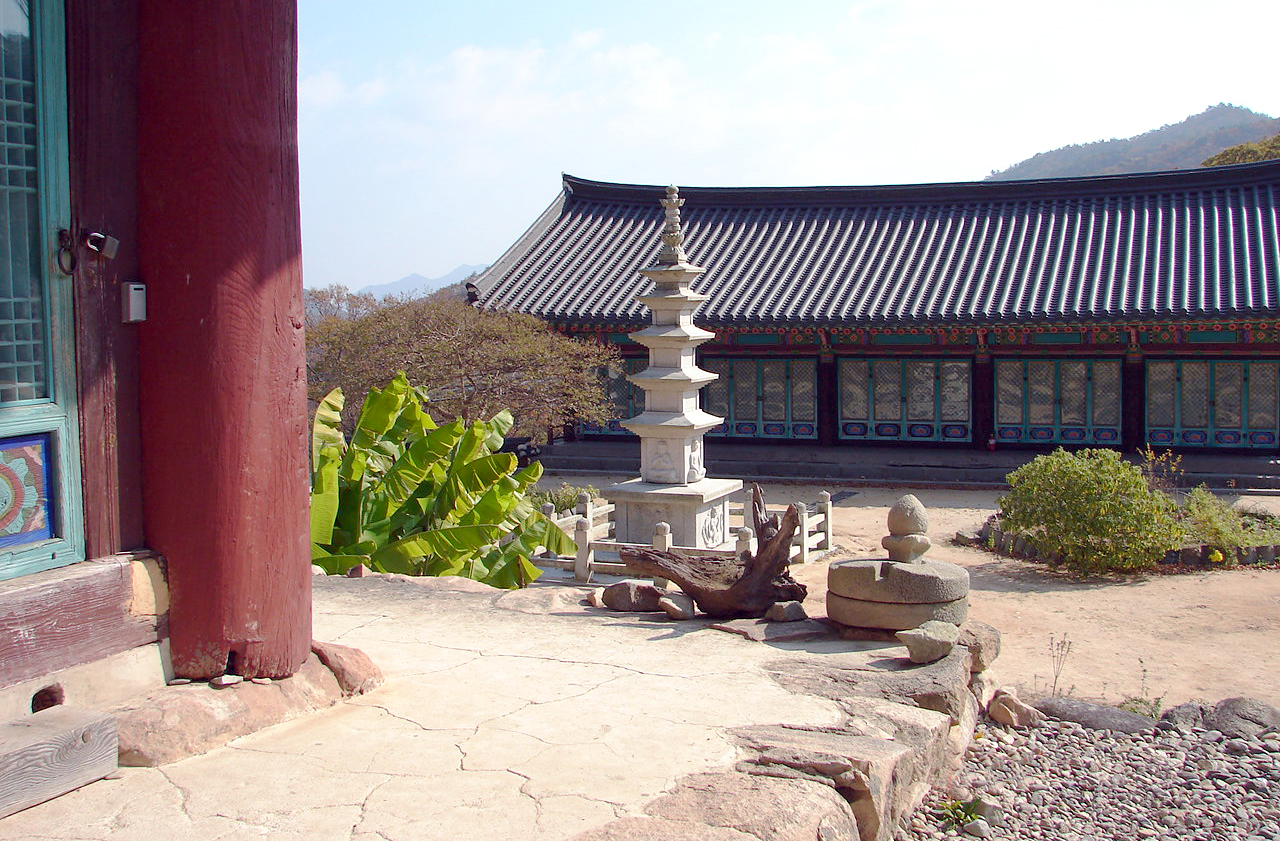
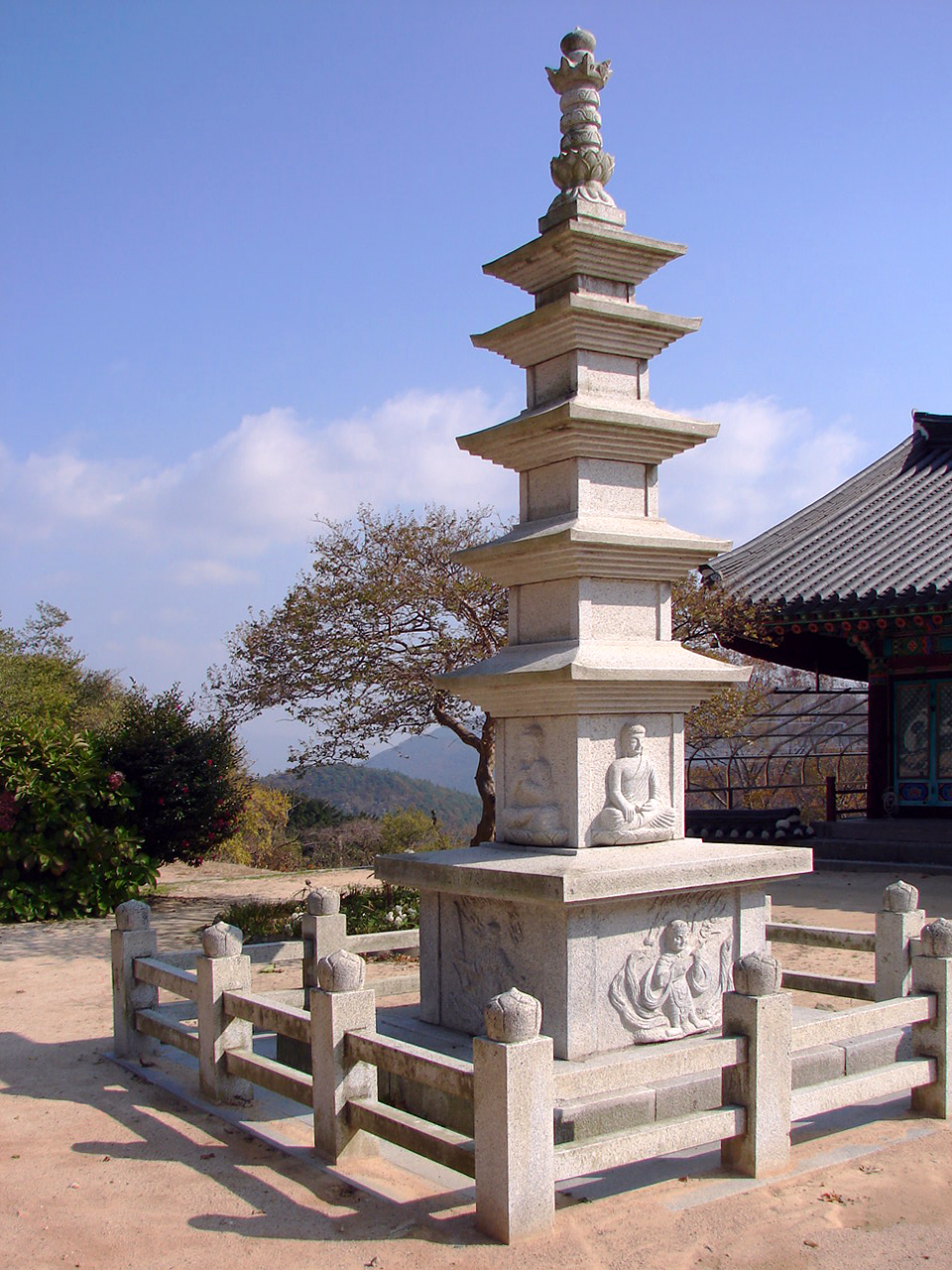
Stupa Kŭm
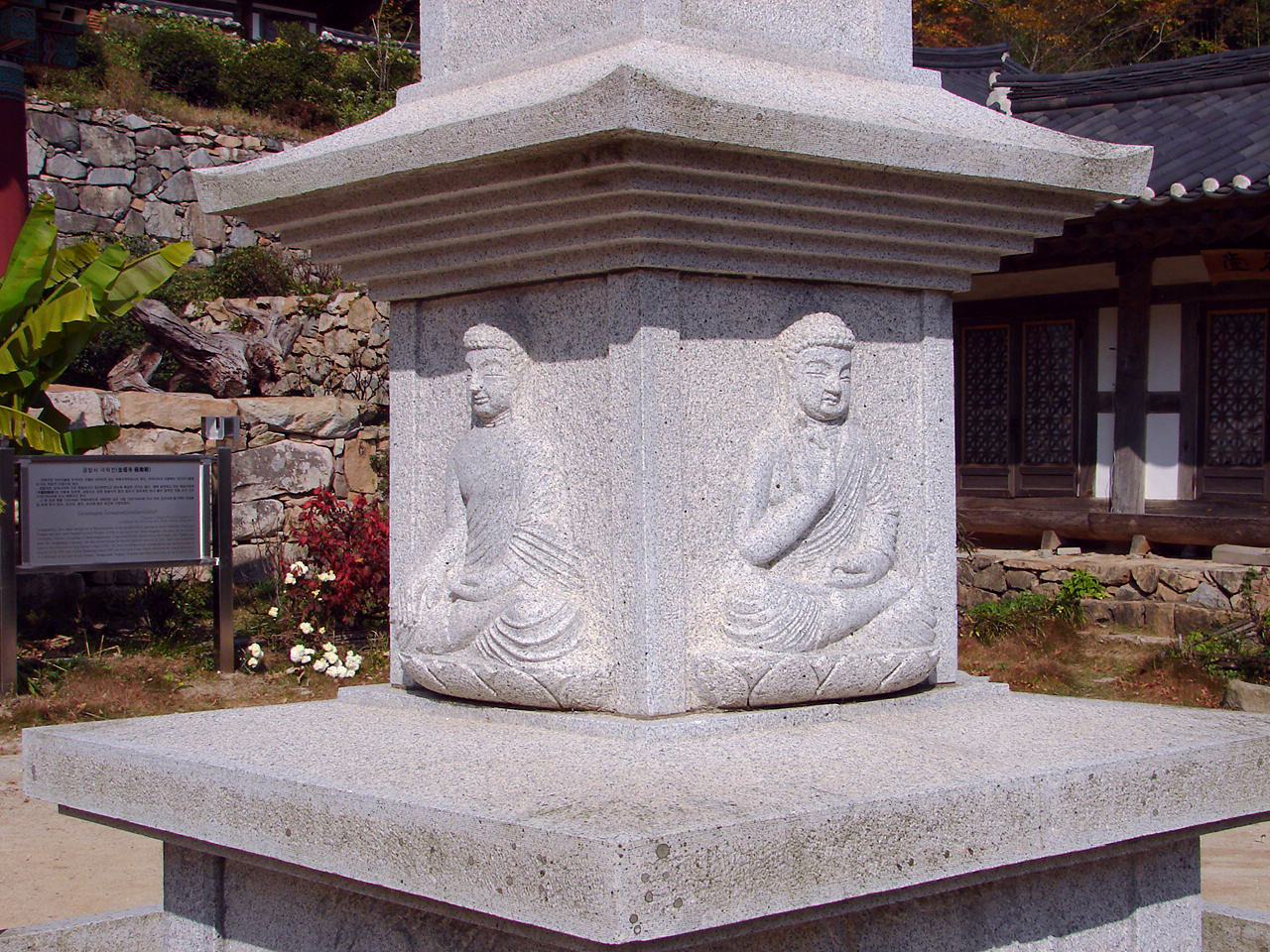
Detal Kŭmt'apsy
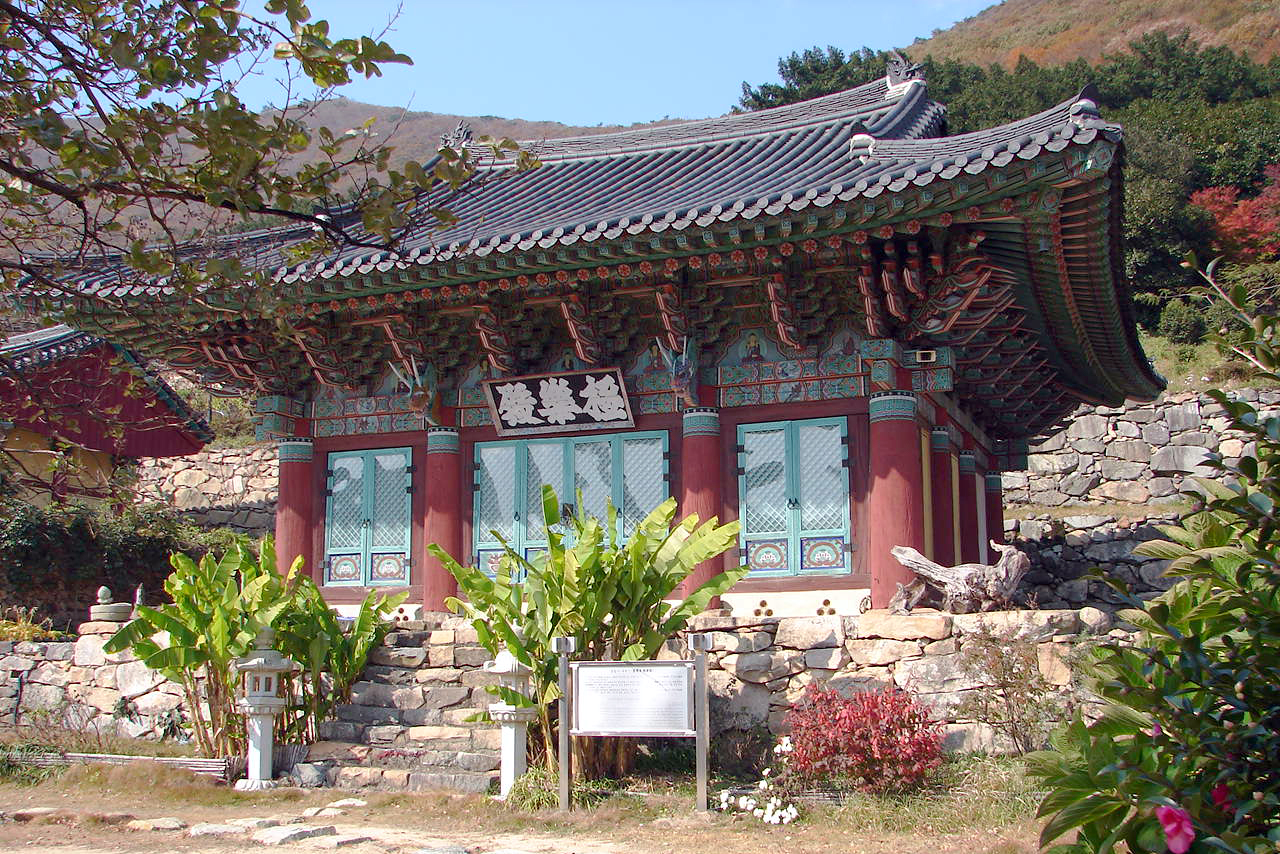
Budynek Kŭngnak
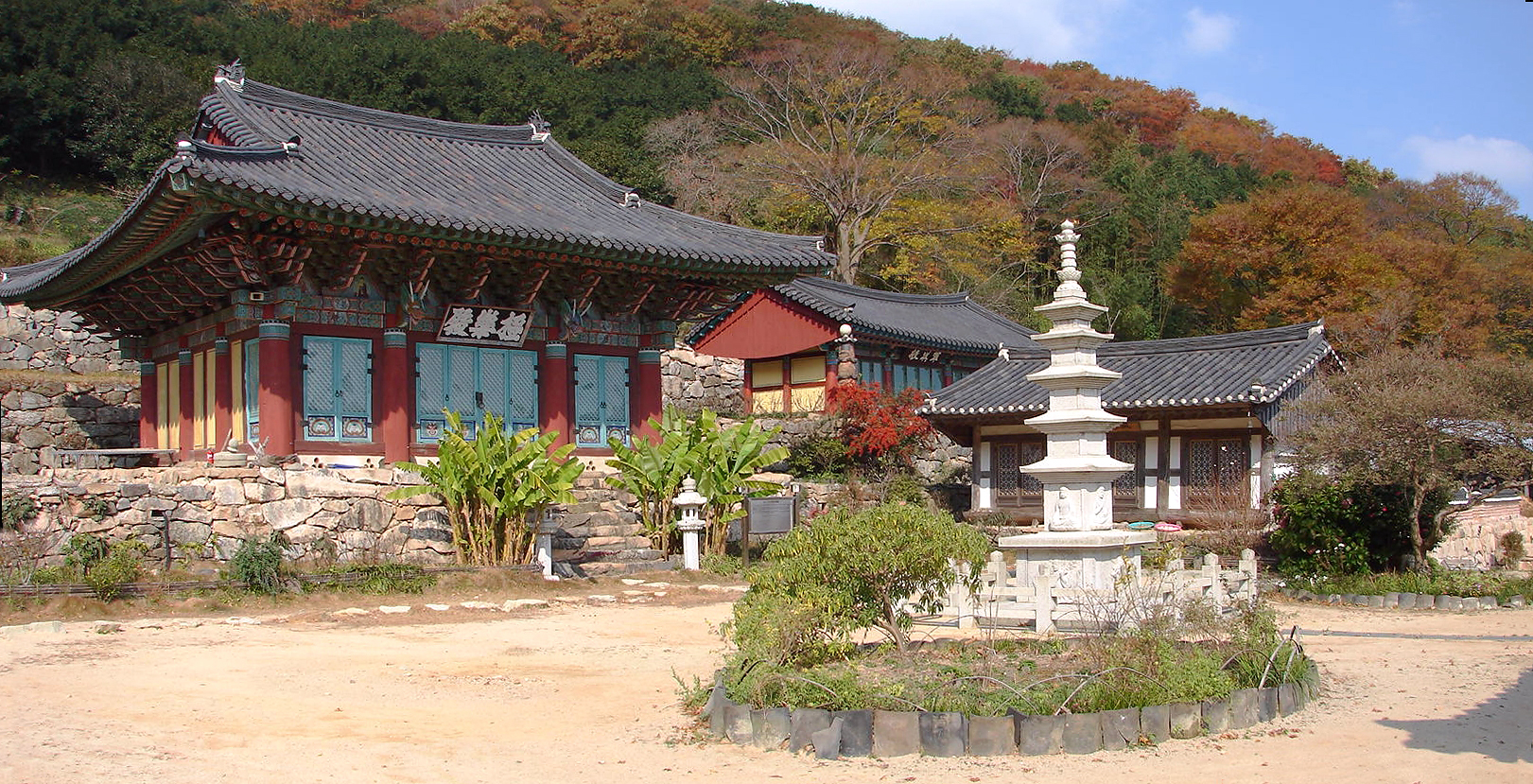
Budynek Kŭngnak
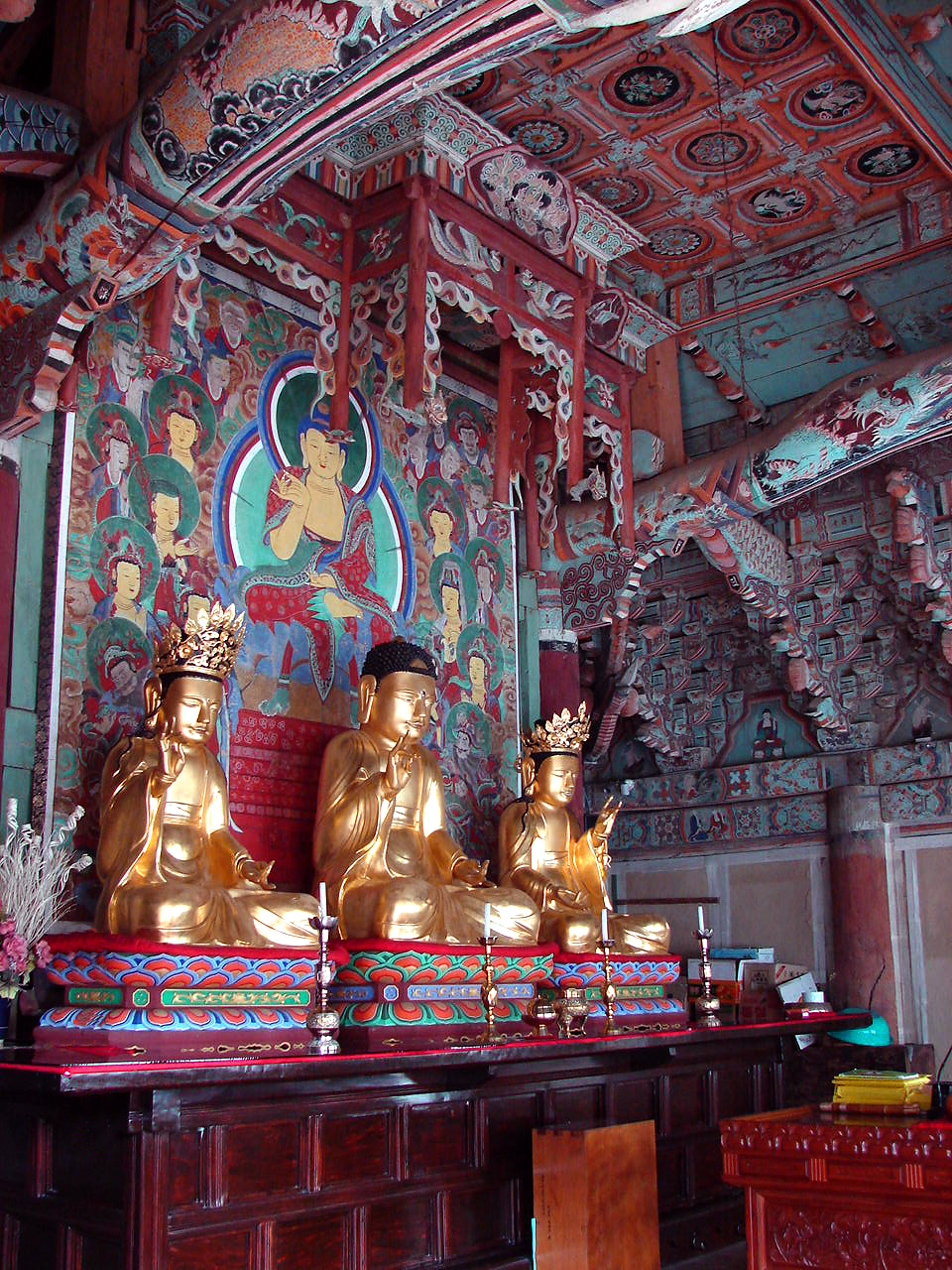
Wnętrze
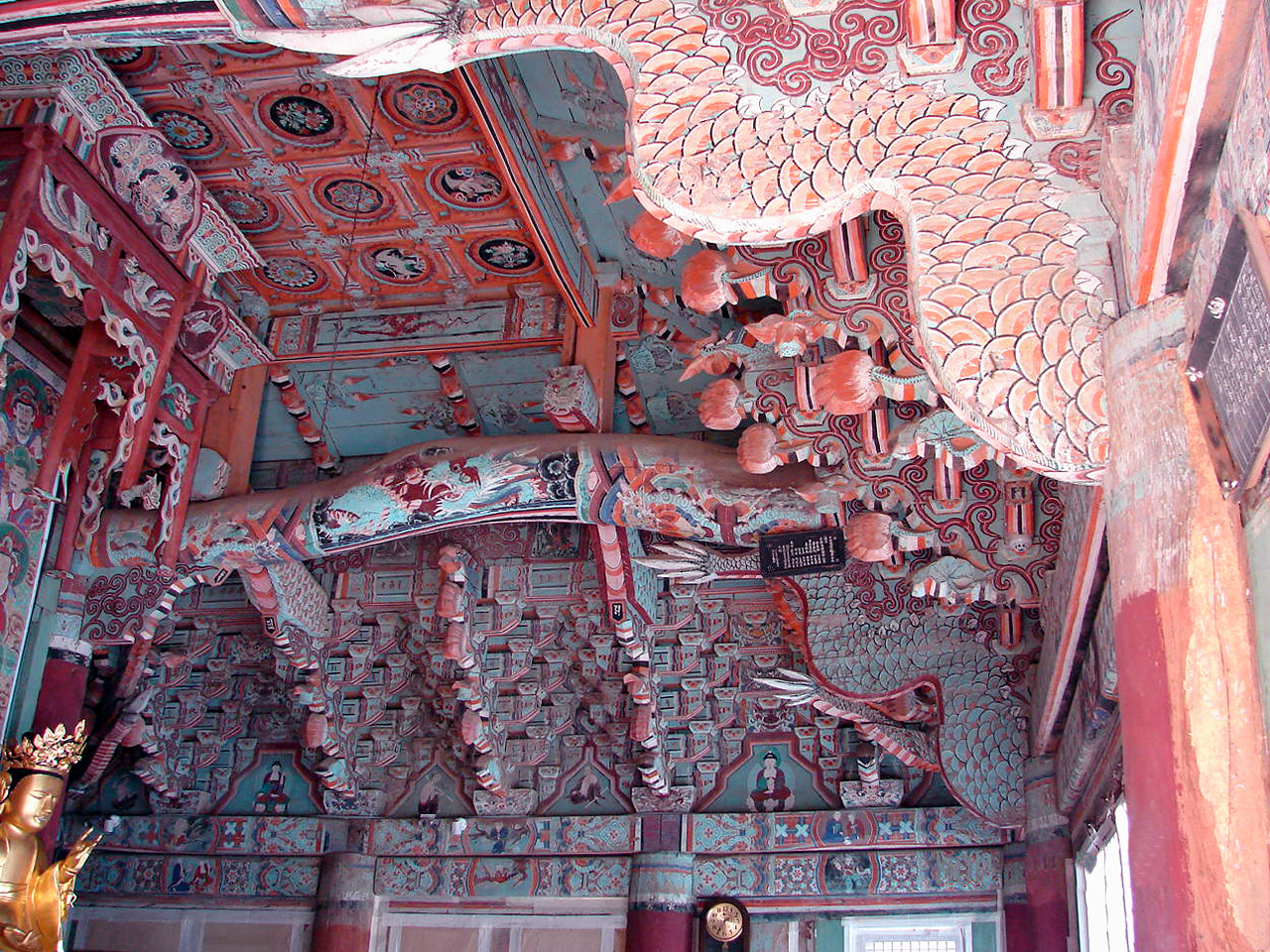
Budynek Kŭngnak
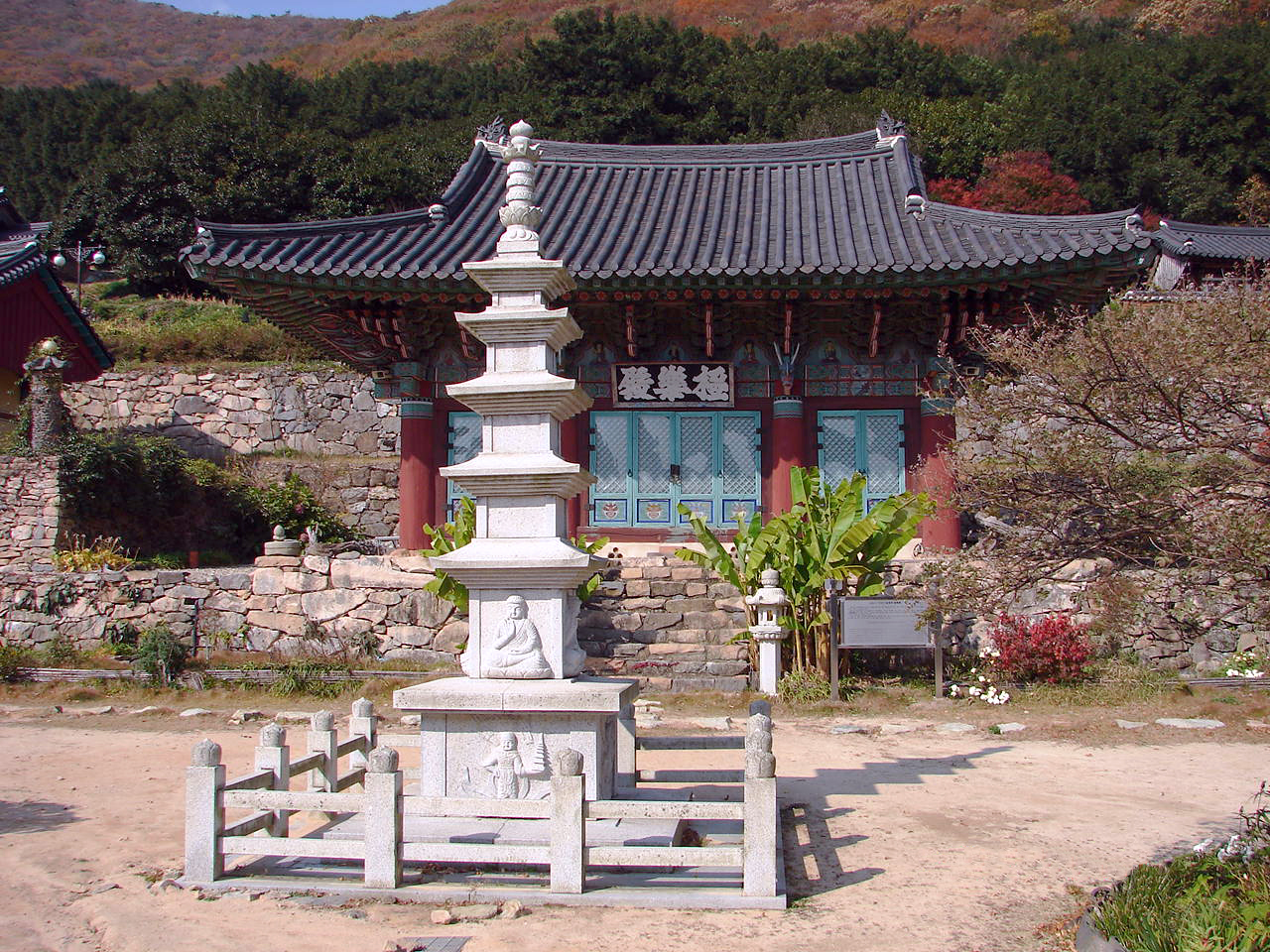
Budynek Kŭngnak
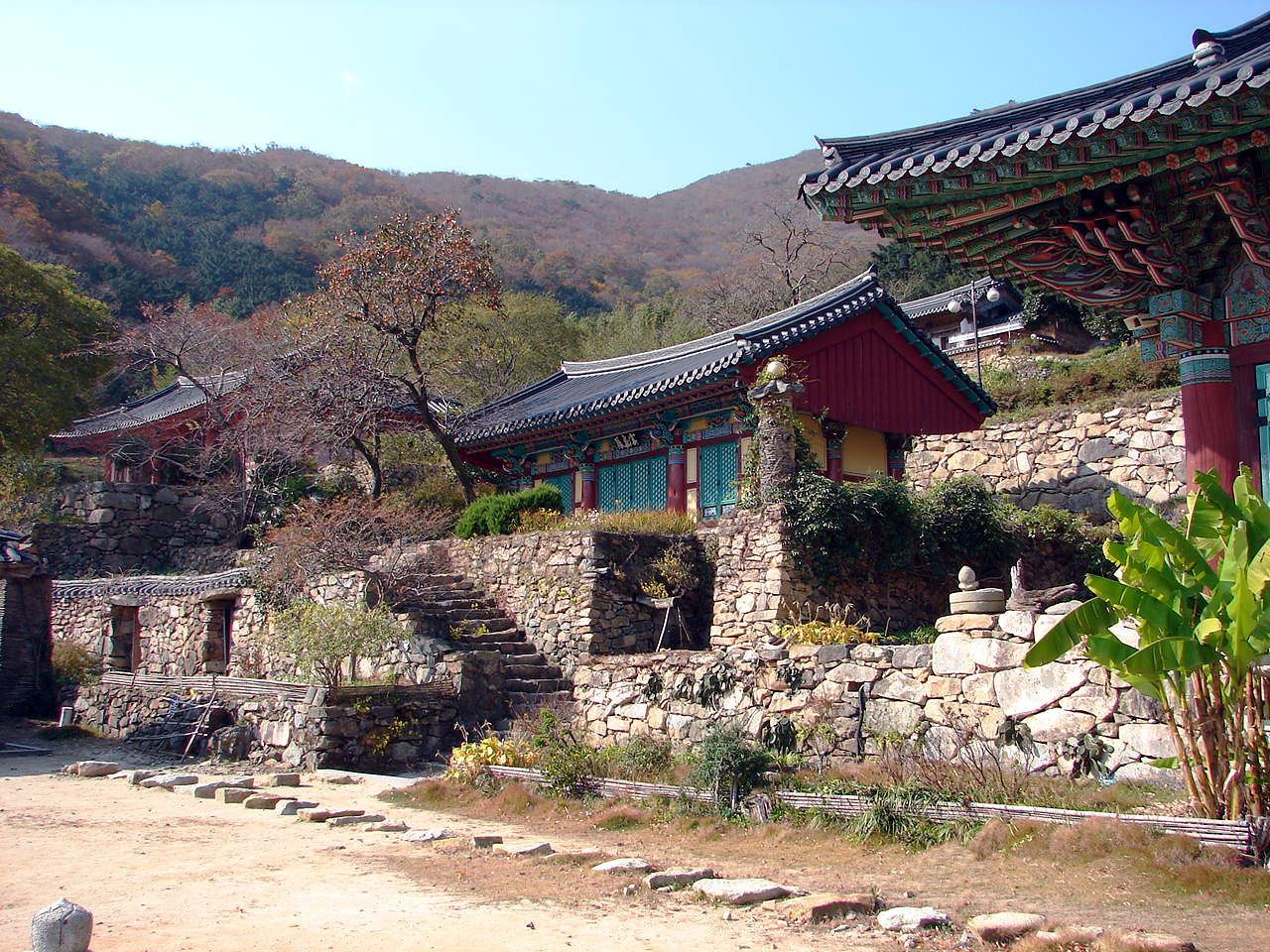
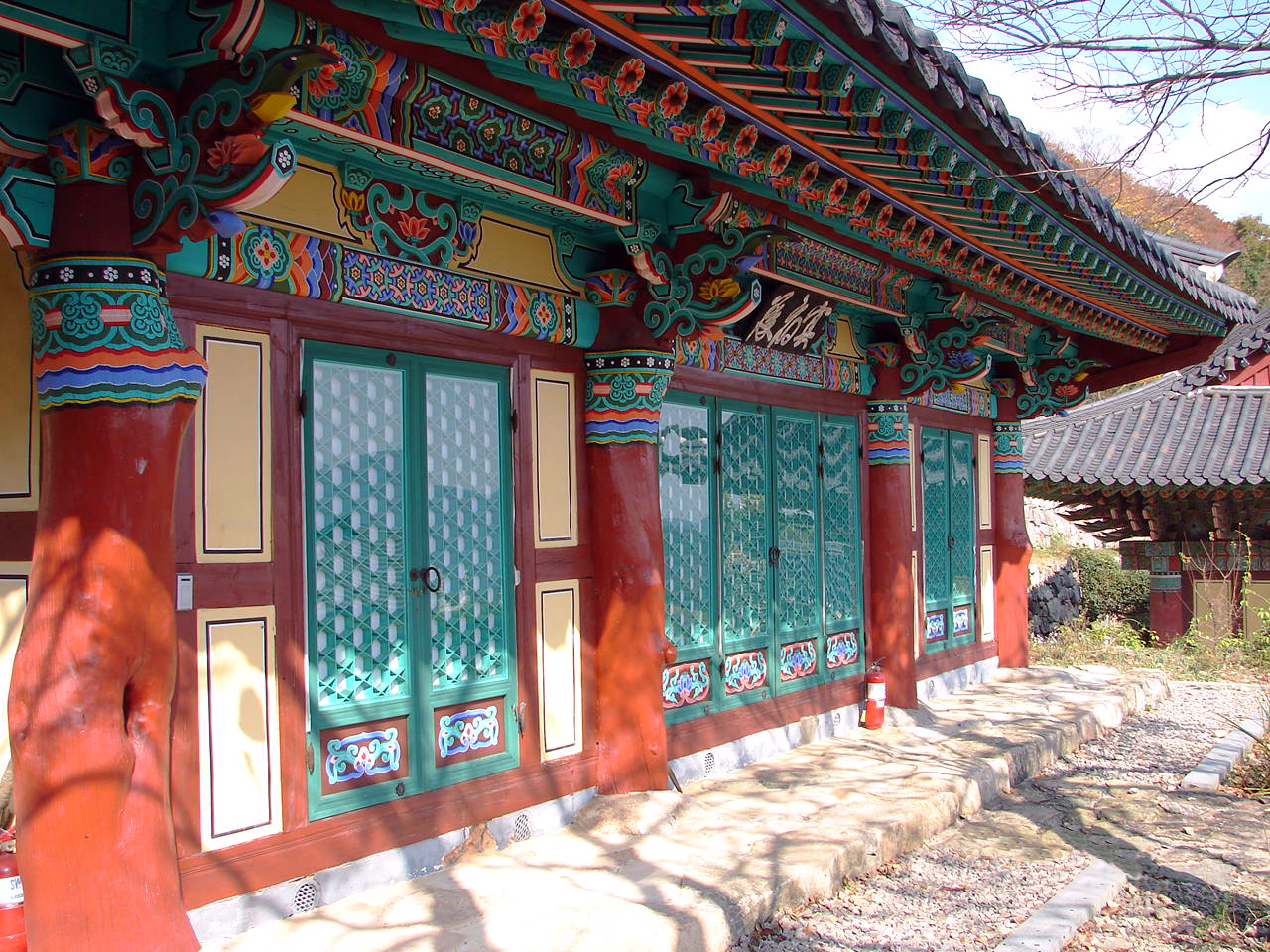
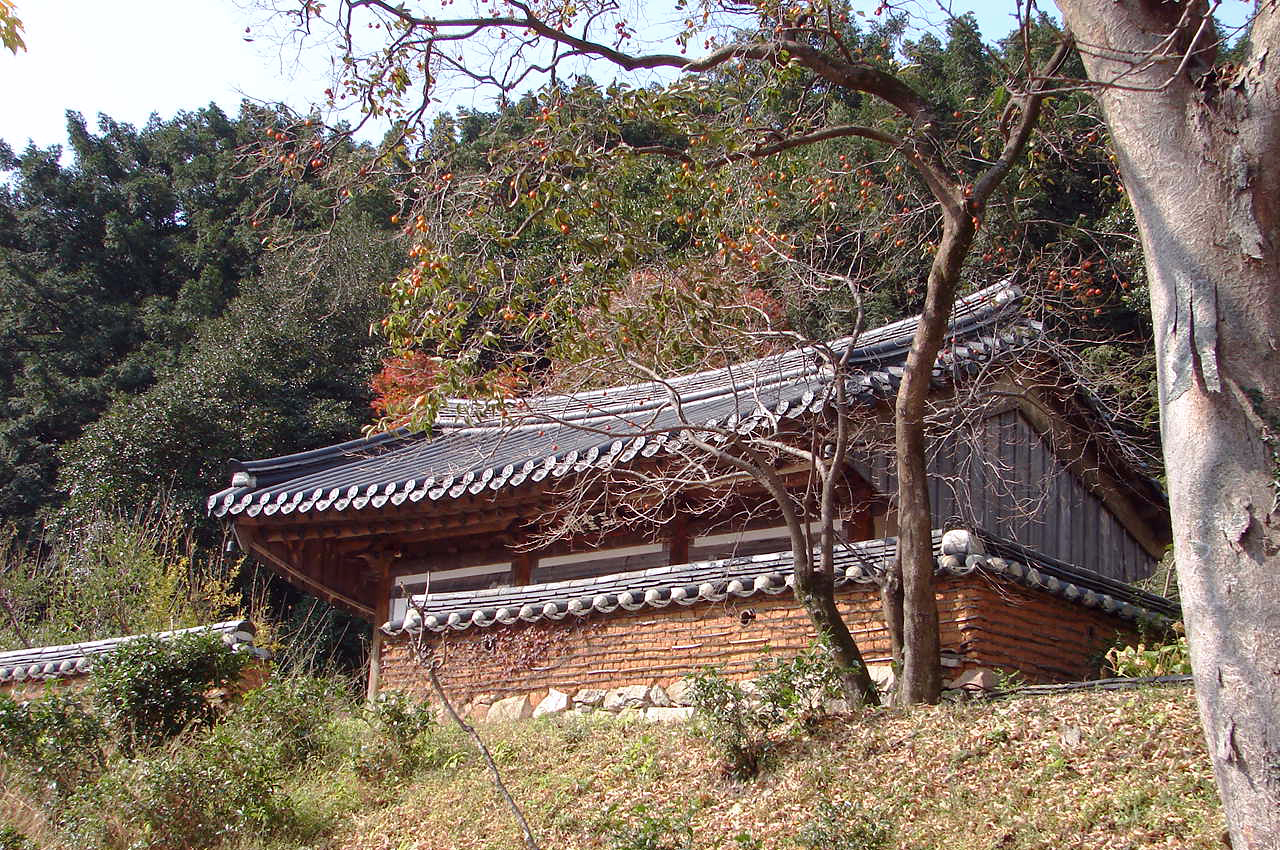
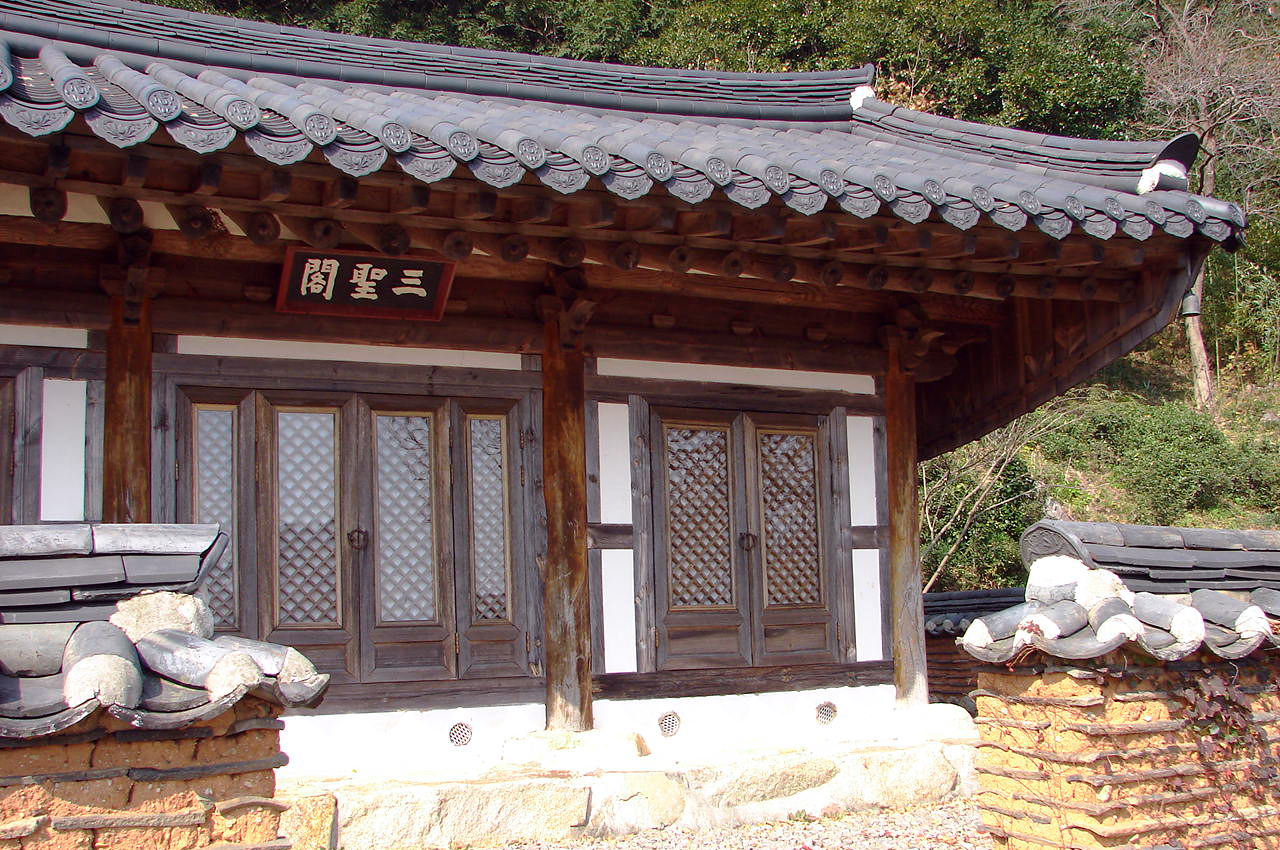
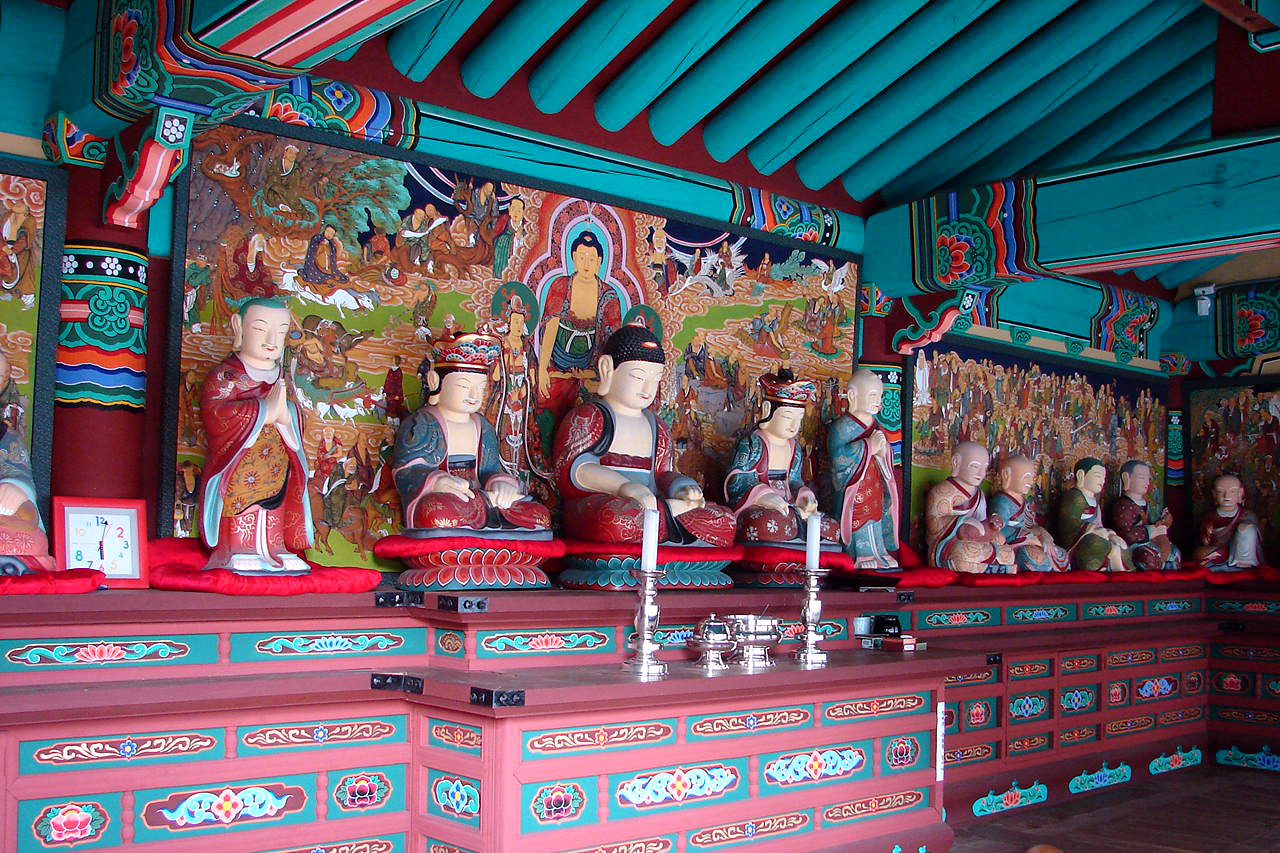
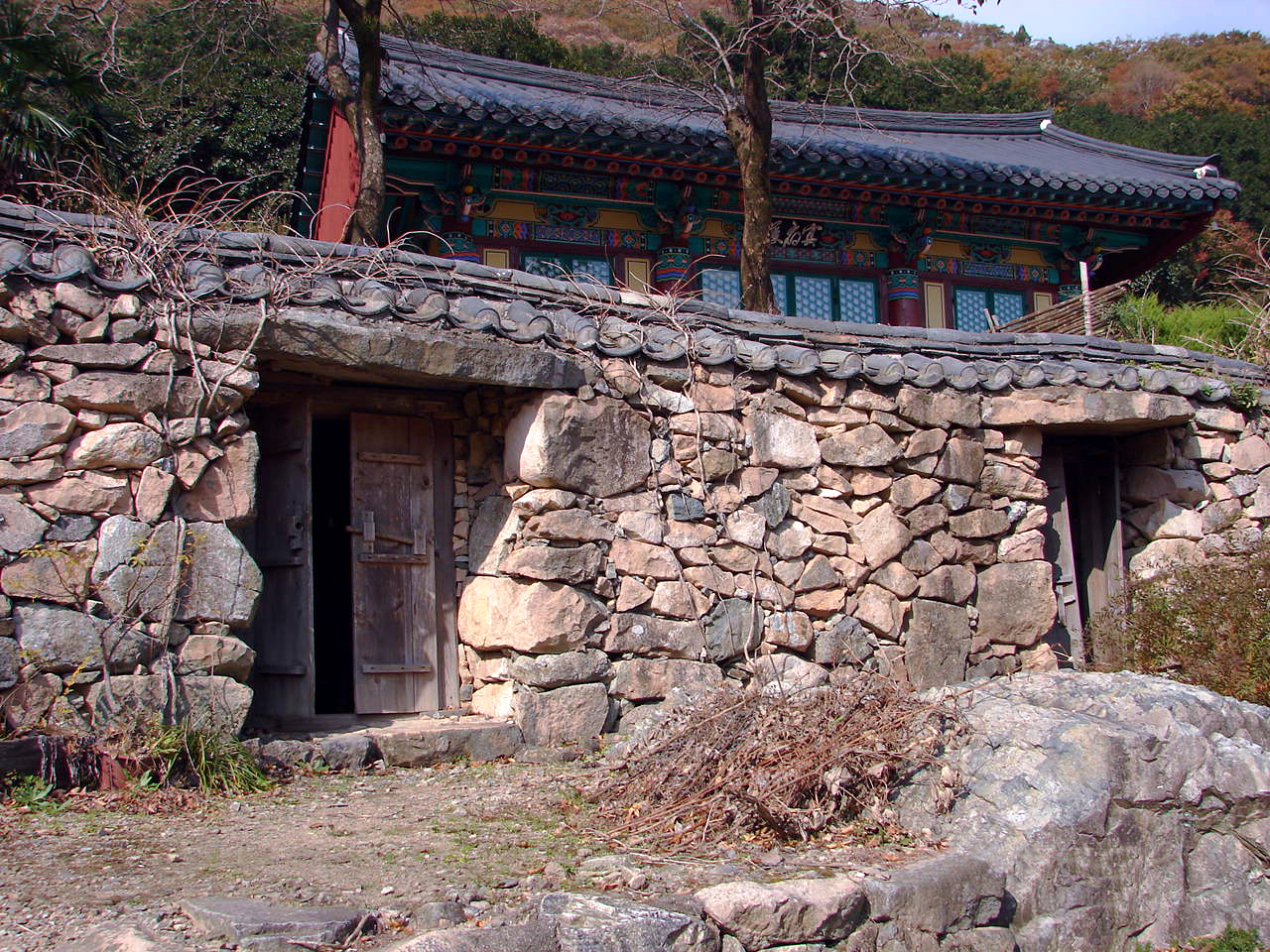
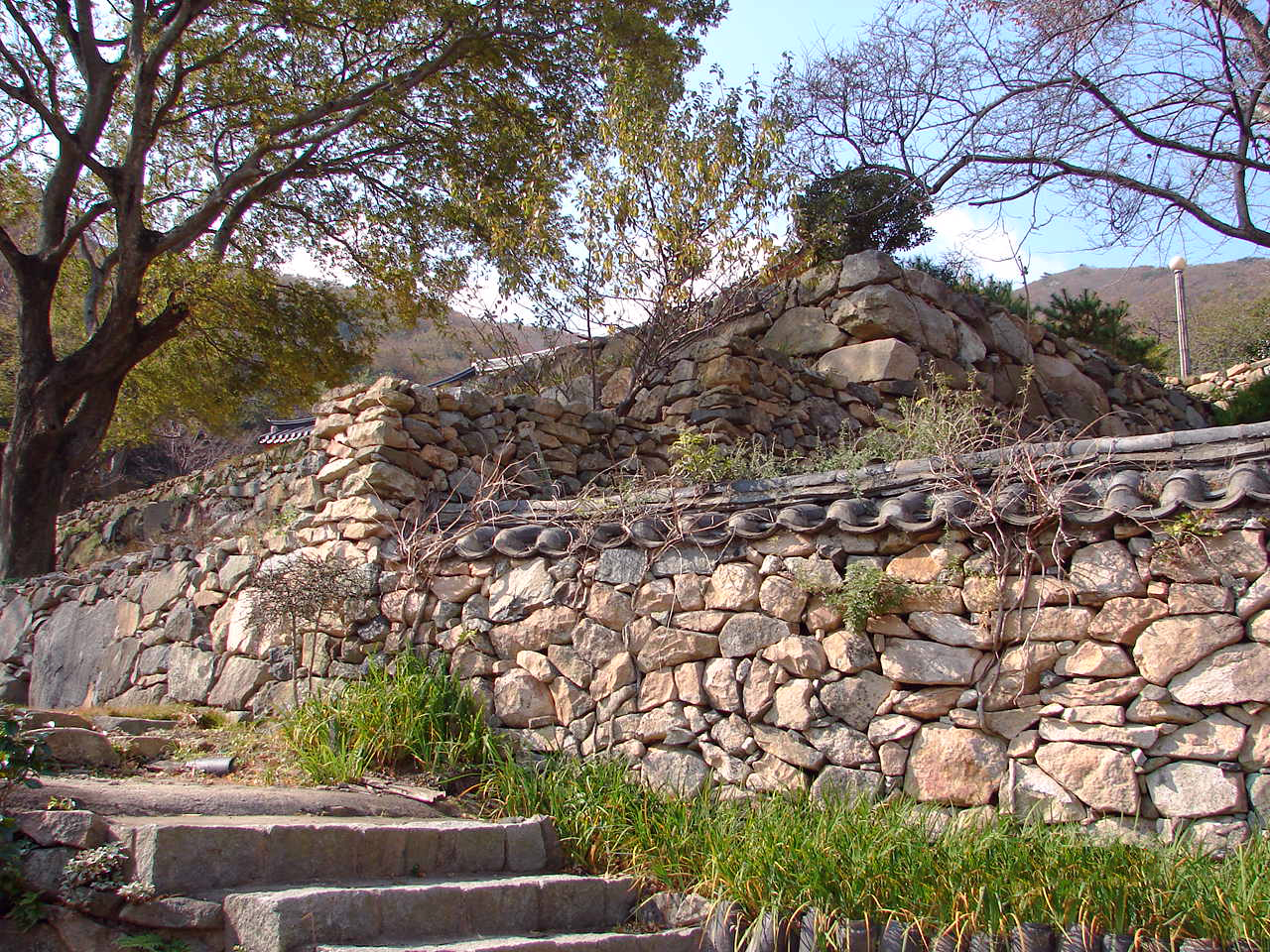
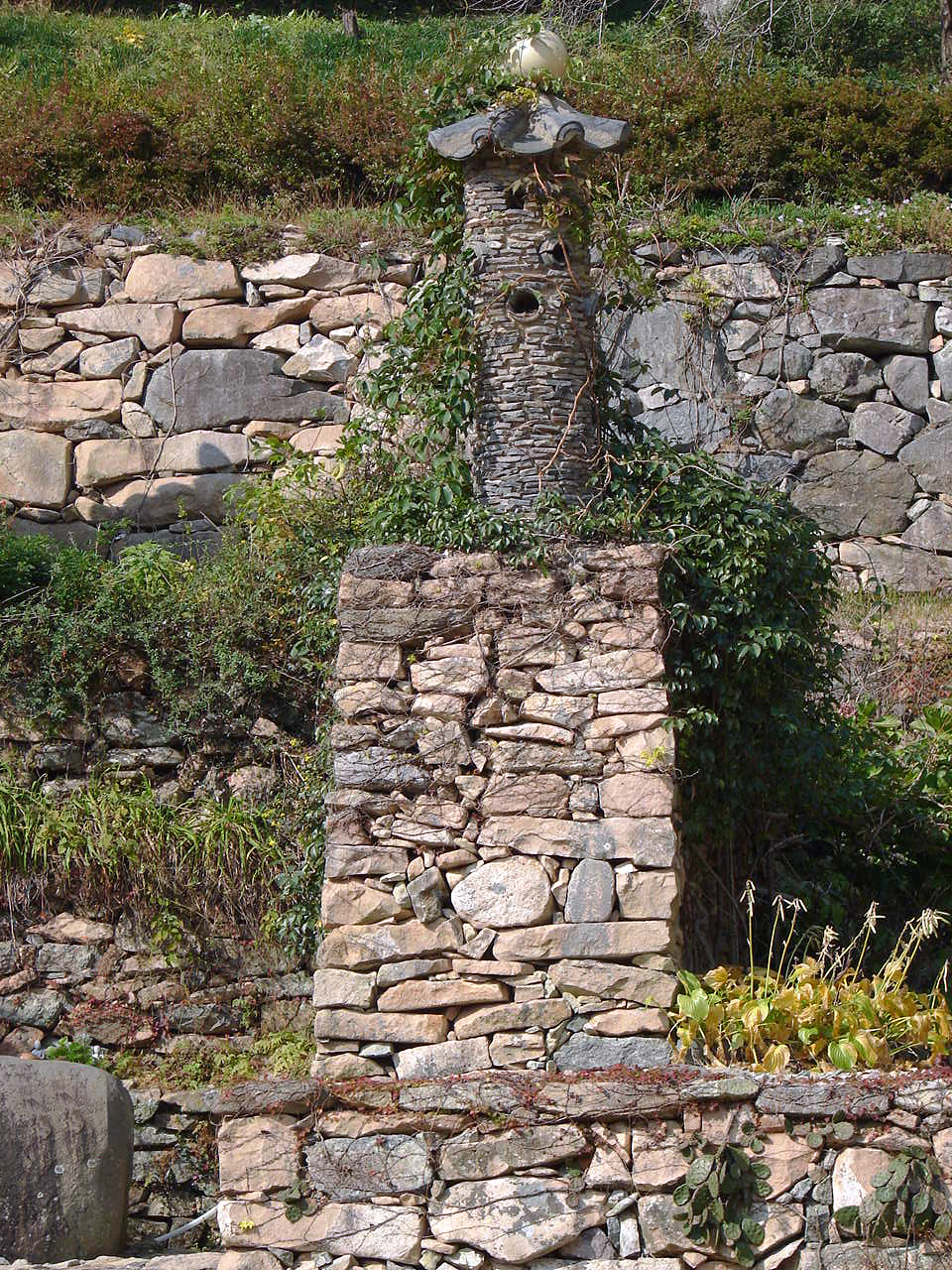
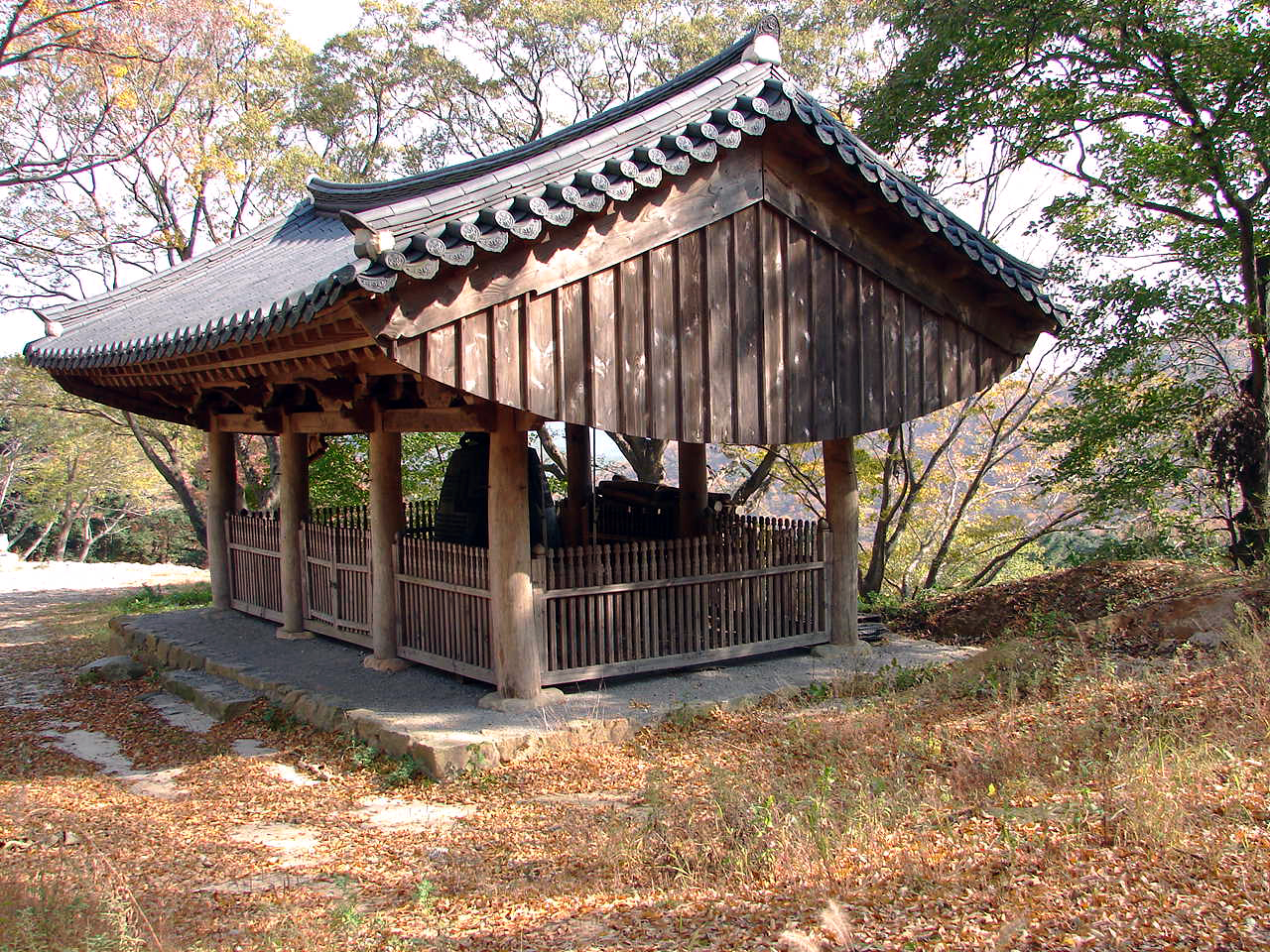
Pawilon dzwonu
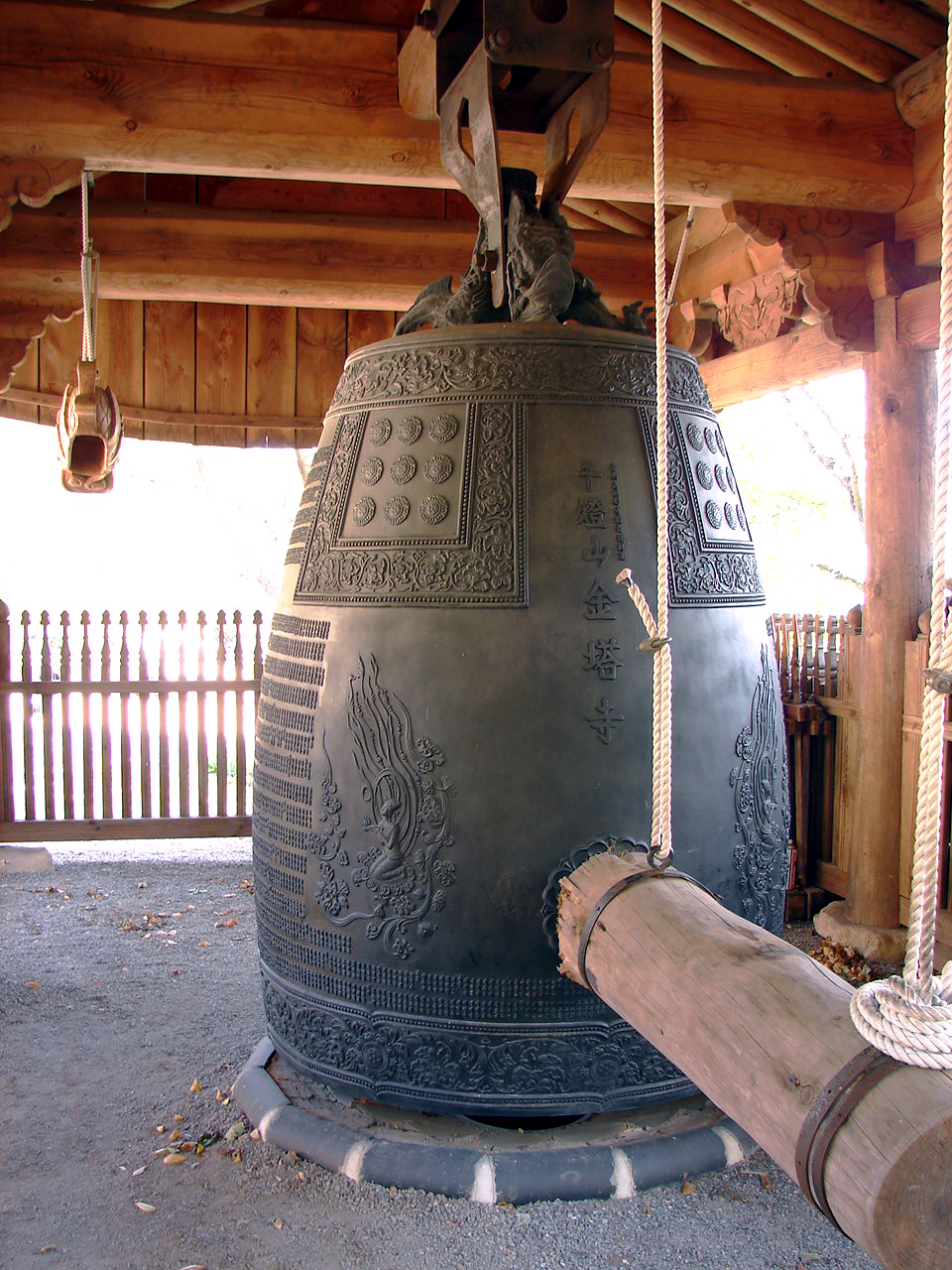
Dzwon Brahmy
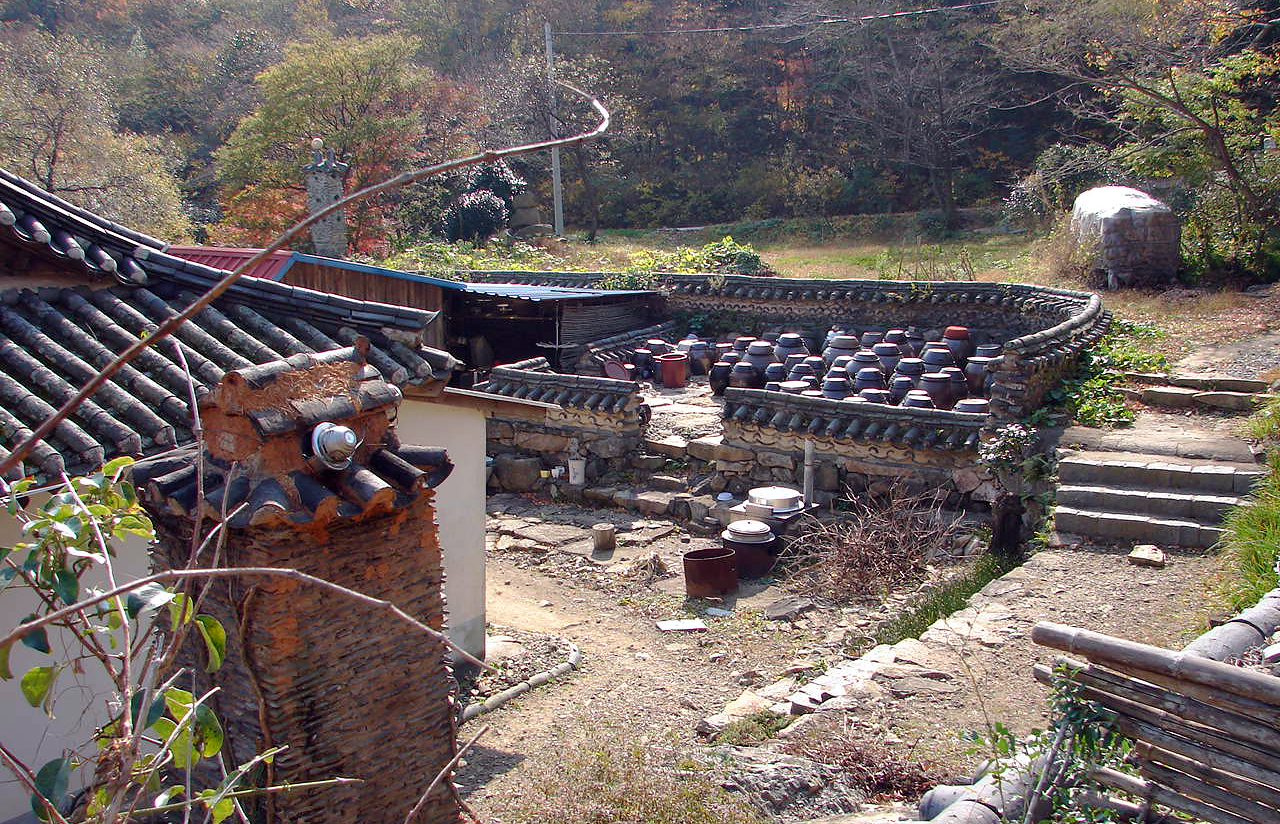
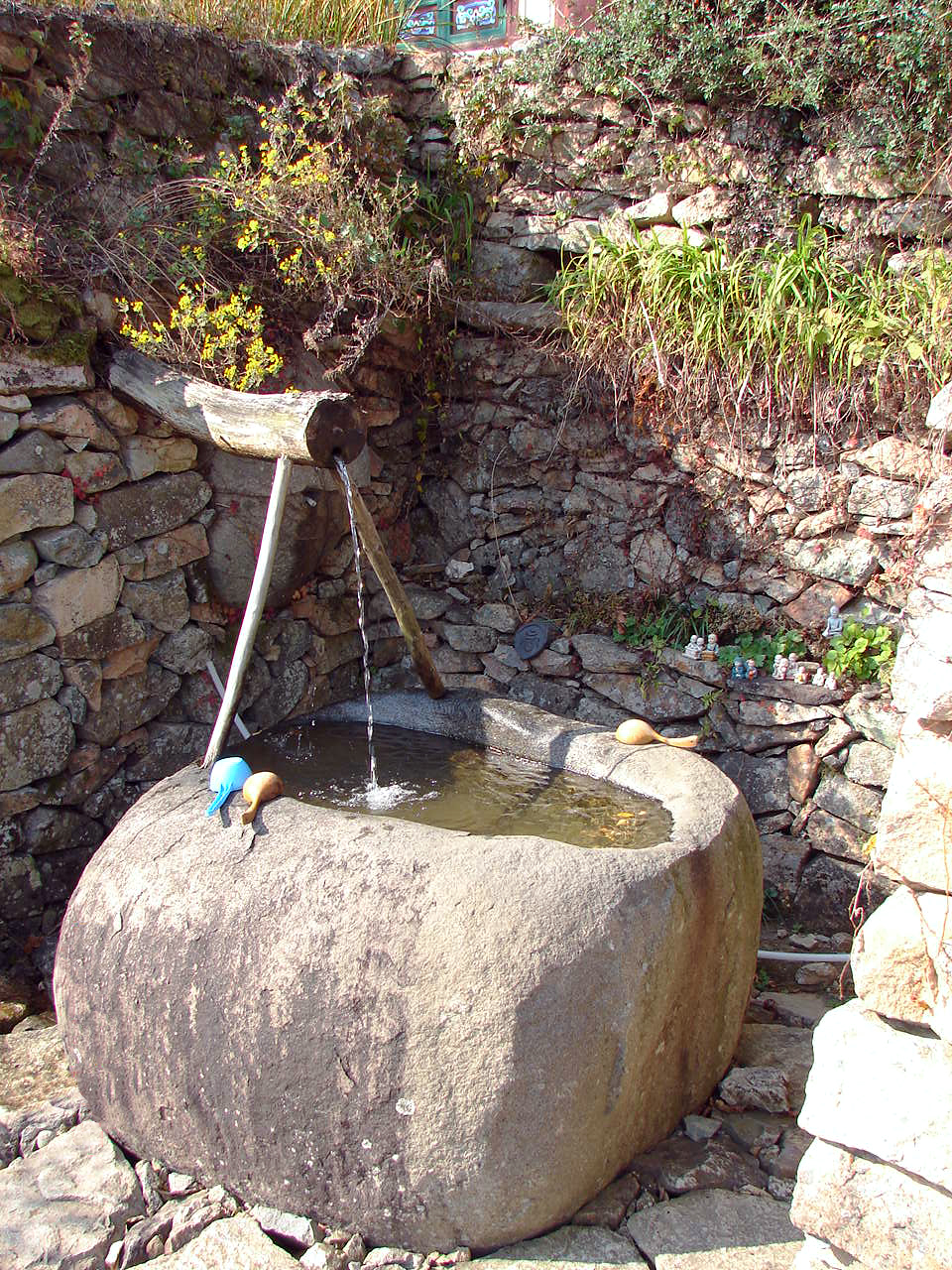
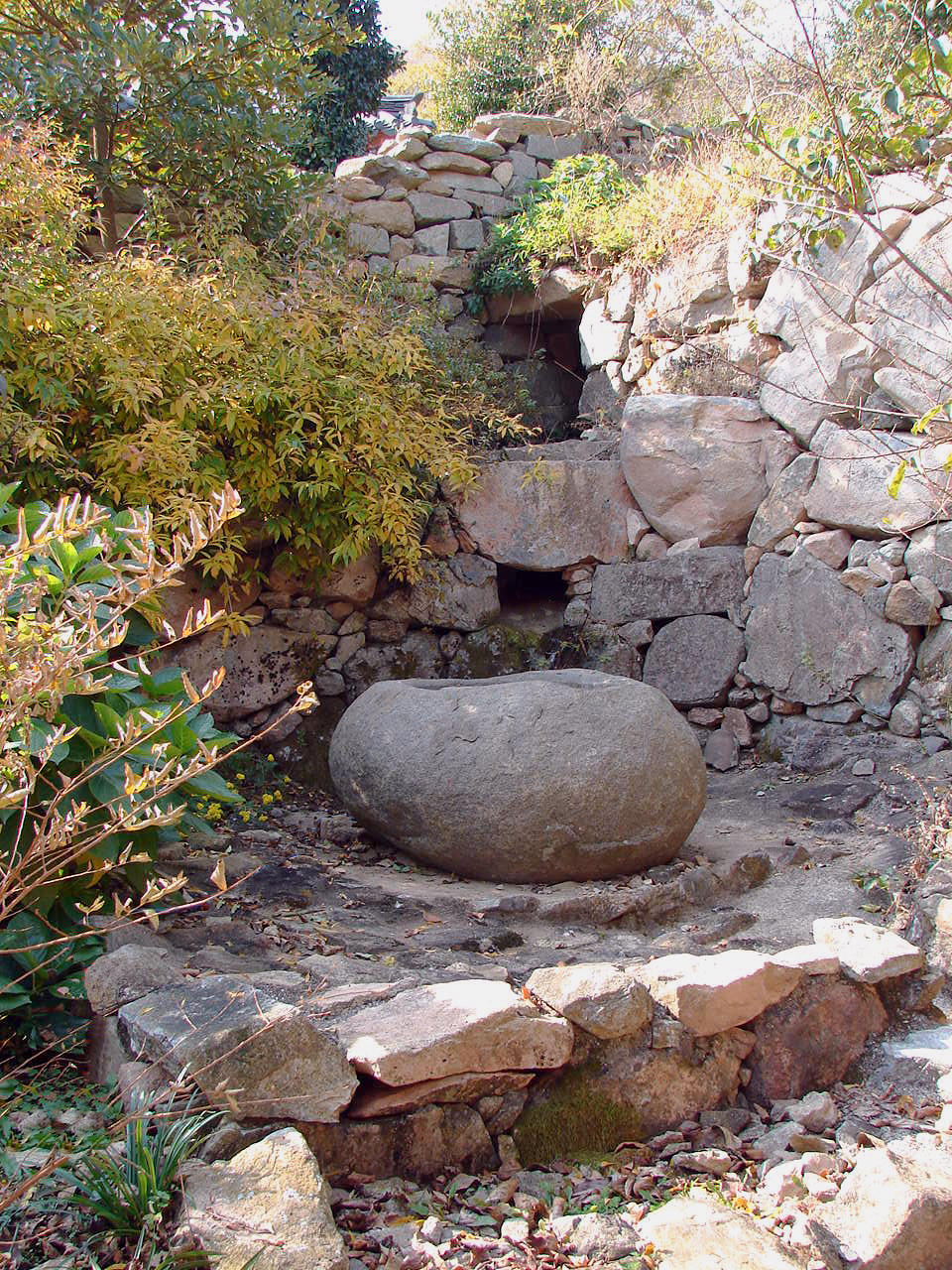
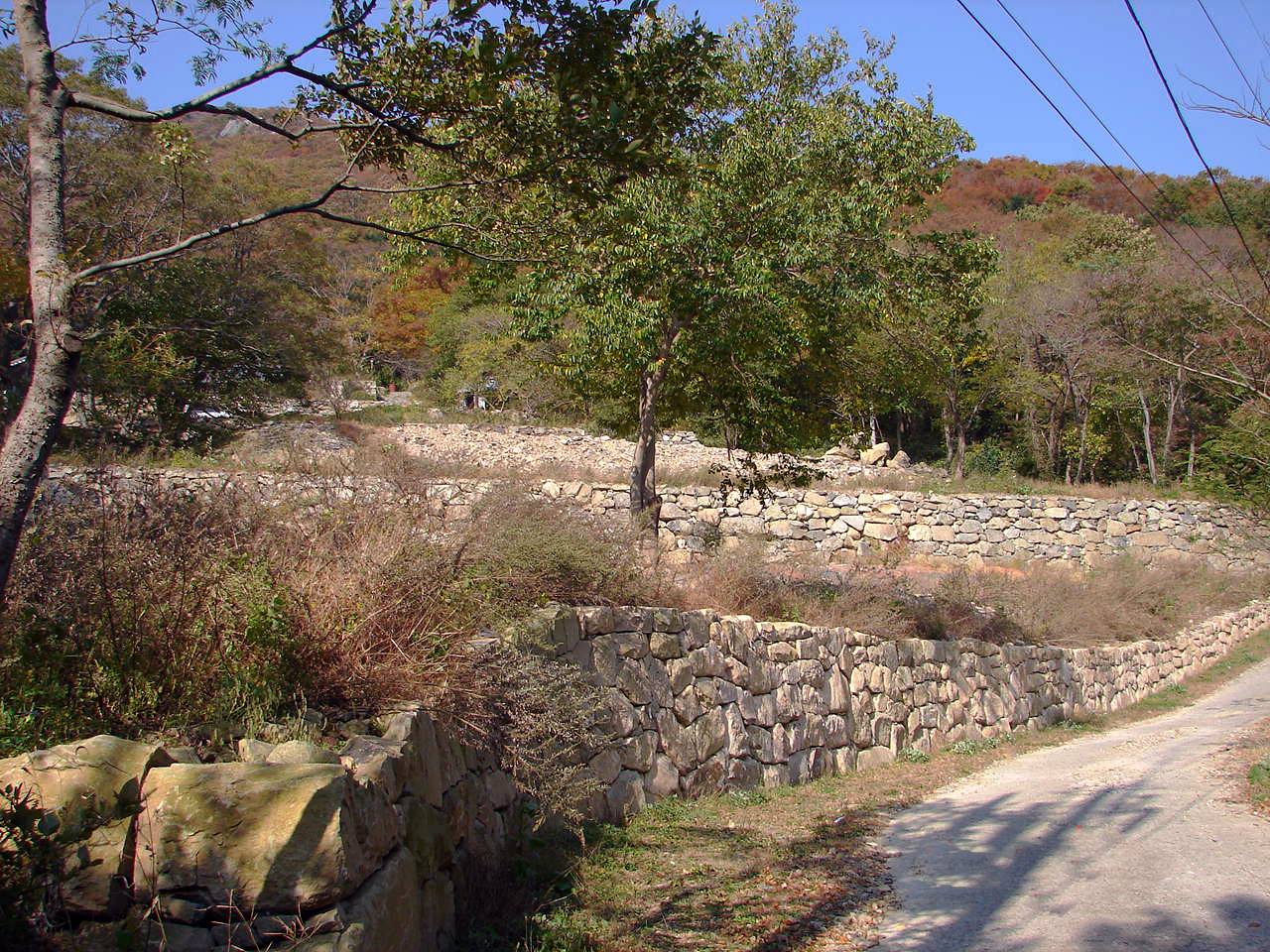
Droga do klasztoru